# サレルノ
サレルノ（イタリア語: Salerno ( 音声ファイル)）は、イタリア共和国カンパニア州にある都市で、その周辺地域を含む人口約13万人の基礎自治体（コムーネ）。サレルノ県の県都である。
ティレニア海に面した古い歴史を持つ港湾都市で、中世にはヨーロッパ最古の医科大学であるサレルノ医学校（現在のサレルノ大学の前身）が開設された。

## 地理

### 位置・広がり
ティレニア海に面し、アマルフィ海岸とソレント半島の付根のサレルノ湾に位置する。サレルノの市街は、州都ナポリから南東へ約46km、ポテンツァから西へ88km、コゼンツァから北北西へ約200km、首都ローマから南東へ約236kmの距離にある。

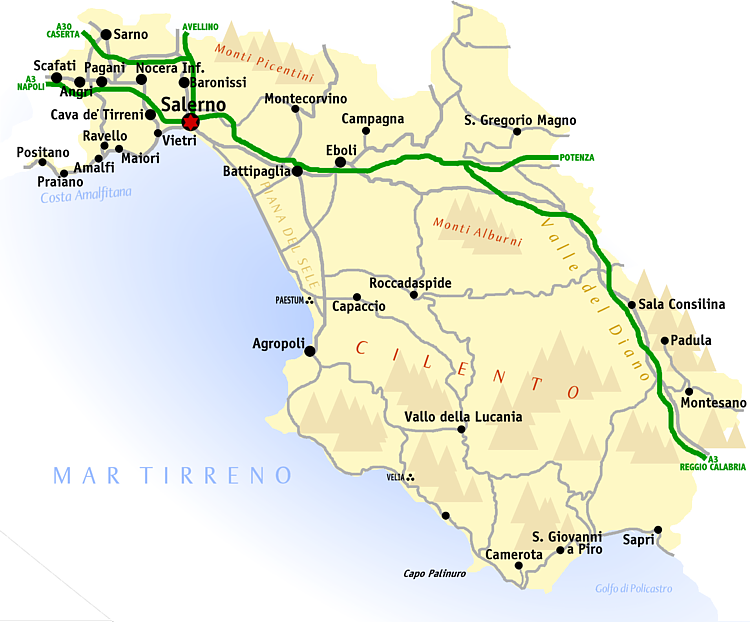
サレルノ県概略図

#### 隣接コムーネ
隣接するコムーネは以下の通り。
- バロニッシ - 北
- ペッレッツァーノ - 北
- カスティリオーネ・デル・ジェノヴェージ - 北東
- サン・マンゴ・ピエモンテ - 北東
- サン・チプリアーノ・ピチェンティーノ - 東
- ジッフォーニ・ヴァッレ・ピアーナ - 東
- ポンテカニャーノ・ファイアーノ - 南東
- ヴィエトリ・スル・マーレ - 西
- カーヴァ・デ・ティッレーニ - 北西

## 歴史
サレルノの起原は古代ギリシア人の植民地であったが、紀元前2世紀にローマ植民地となった。9世紀にはランゴバルド人によりサレルノ公国が成立したのち、1077年にはノルマン人傭兵であるロベール・ギスカール（ロベルト・イル・グイスカルド）の支配下に入り、オートヴィル朝のもとで経済的な繁栄を遂げた。
サレルノ大学は、現存の世界の大学の中でボローニャ大学に次ぐ古い歴史を持つ。ボローニャが法学を看板にしていたのに対して、サレルノは医学の大学で、今日の解剖学教室のような階段教室が当時から既にあったようだ。
第二次世界大戦では、1943年9月に連合国軍がサレルノから南方一帯にかけてのサレルノ湾岸に上陸した（アヴァランチ作戦）。

## 経済・産業
サレルノの主要産業は機械工業、食品製造業、繊維業である。

## 文化・観光

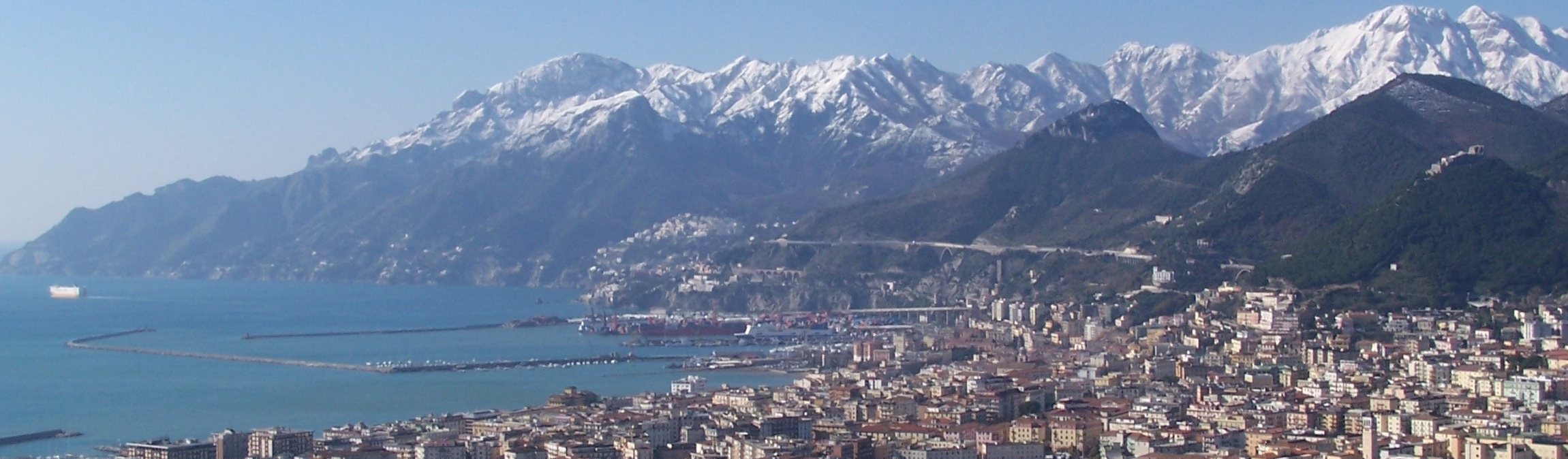
サレルノの景色

サレルノには大司教座がある。主要な建築物としてノルマン人支配時代のアレキ城（カステロ・ディ・アレキ）、塔で有名な大聖堂がある。大聖堂にはグレゴリオ7世の墓所が置かれている。

## スポーツ
- サレルニターナ・カルチョ1919

## 姉妹都市
- 遠野市（日本・岩手県）
  - 1984年8月8日 姉妹都市提携[5]。1982年、第35回サレルノ国際映画祭で映画「遠野物語」（村野鐵太郎監督）がグランプリを獲得したことが縁。しかし、2025年3月、1年以上にわたってメール、書簡、電話などのほか、両市に関係するイタリア人を仲介して連絡を試みたが、正式な回答を得られなかったことから、遠野市は解消通知書を発送することとなった[6]。

- ルーアン（フランス）

## 交通
- サレルノ駅